# US 에어웨이스 그룹
US 에어웨이스 그룹(영어: US Airways Group)은 미국 애리조나주 탬파에 본사를 둔 민간 항공 운송업체로 US 에어웨이스와 US 에어웨이스 익스프레스, US 에어웨이스 셔틀의 모기업에 속한다.

## 역사
2004년 9월 12일에 US 에어웨이스의 대부분의 자회사는 3년 간에 2번째의 파산 보호를 신청했다. US 에어웨이스 그룹과 US 에어웨이스를 포함한 상술의 자회사는 2005년 9월 27일 그 중의 완성에 관련해 에어 위스콘신 홀딩스의 자회사인 에어 위스콘신 항공부터 도움을 받아 1.25억 달러의 주식 투자와 제11장 파산 보호를 받았다. 2005년 5월 19일에 아메리카 웨스트 항공과 합병하는 것을 발표했으며 2005년 9월 27일에 합병했다. 2006년 10월 사업 확대를 집중하고 본사 건물을 임대했다. 같은 해 12월 델타 항공과 합병안을 발표했으나 델타 항공의 반발로 2007년 1월 31일에서 독립 조직 개편 계획을 지원하기 위해 채권자 위원회의 결정에 따라 합병 제안을 철회했다. 최근 들어 유럽발 금융 위기로 인해 경영난을 겪고 있는 AMR 코퍼레이션을 델타 항공과 TPG 캐피탈과 함께 인수 및 합병하는 안을 검토했으며 아메리칸 항공과 합병을 승인하면서 세계 최대의 항공사로 탄생할 계획이다.